# Nonancourt
Pour les articles homonymes, voir Nonancourt (homonymie).
Nonancourt est une commune française située dans le département de l'Eure, en région Normandie.
Les Nonancourtois y résident.

## Géographie

### Description
La commune de Nonancourt se trouve à 28 kilomètres au sud de la préfecture d'Évreux. Elle est excentrée au sud du département de l'Eure, puisqu'elle est limitrophe du département d'Eure-et-Loir. Cette situation géographique est probablement une des raisons de son appartenance à la communauté d'agglomération du Pays de Dreux, dont le siège est en Eure-et-Loir.
Nonancourt est une commune de 7,21 km2 dans une vaste cuvette au sol calcaire, marécageux à l'origine du fait de la présence de limon argileux. La cuvette proprement dite est située entre 97 et 152 mètres d'altitude.

### Communes limitrophes
Les cinq communes limitrophes sont La Madeleine-de-Nonancourt au nord et Droisy au nord-ouest (deux communes du département de l'Eure), Saint-Rémy-sur-Avre à l'est, Saint-Lubin-des-Joncherets au sud, Dampierre-sur-Avre au sud-ouest (trois communes du département d'Eure-et-Loir).
| Droisy                            | La Madeleine-de-Nonancourt                |                                    |
|                                   | Nonancourt                                | Saint-Rémy-sur-Avre (Eure-et-Loir) |
| Dampierre-sur-Avre (Eure-et-Loir) | Saint-Lubin-des-Joncherets (Eure-et-Loir) |                                    |

### Hydrographie
La commune est située dans le bassin Seine-Normandie. Elle est drainée par l'Avre et divers autres petits cours d'eau,.
L'Avre, d'une longueur de 80 km, prend sa source dans la commune de Tourouvre au Perche et se jette  dans l'Eure en limite de Montreuil et de Saint-Georges-Motel, après avoir traversé 29 communes.Les caractéristiques hydrologiques de l'Avre sont données par la station hydrologique située sur la commune de Acon. Le débit moyen mensuel est de 2,59 m3/s. Le débit moyen journalier maximum est de 22,4 m3/s, atteint lors de la crue du 13 janvier 1993. Le débit instantané maximal est quant à lui de 24,3 m3/s, atteint le même jour.

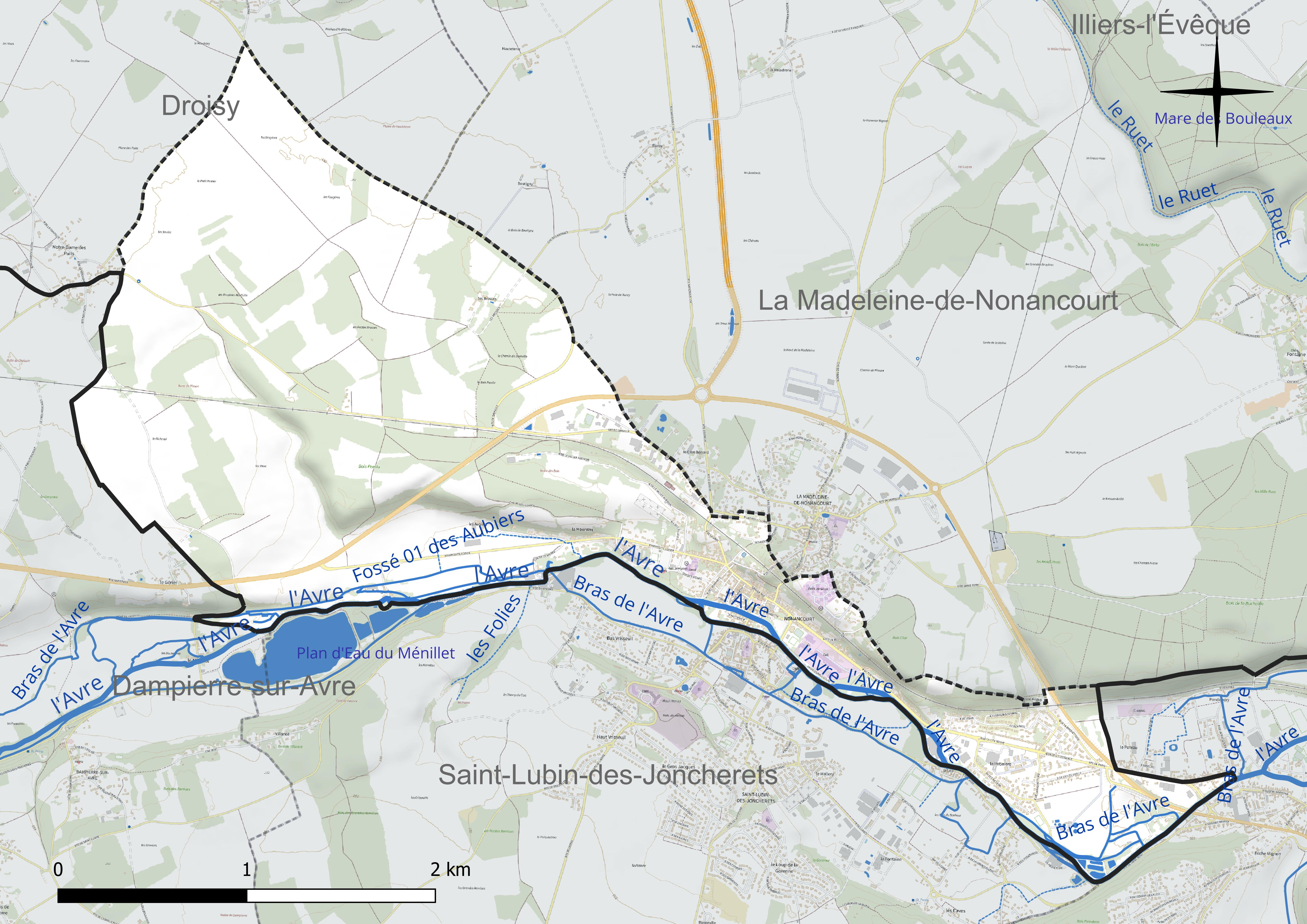
Réseau hydrographique de Nonancourt.

### Climat
Pour des articles plus généraux, voir Climat de la Normandie et Climat de l'Eure.
En 2010, le climat de la commune est de type climat océanique dégradé des plaines du Centre et du Nord, selon une étude du CNRS s'appuyant sur une série de données couvrant la période 1971-2000. En 2020, Météo-France publie une typologie des climats de la France métropolitaine dans laquelle la commune est exposée à un climat océanique et est dans la région climatique Sud-ouest du bassin Parisien, caractérisée par une faible pluviométrie, notamment au printemps (120 à 150 mm) et un hiver froid (3,5 °C). Parallèlement le GIEC normand, un groupe régional d’experts sur le climat, différencie quant à lui, dans une étude de 2020, trois grands types de climats pour la région Normandie, nuancés à une échelle plus fine par les facteurs géographiques locaux. La commune est, selon ce zonage, exposée à un « climat des plateaux abrités », correspondant aux plaines agricoles de l’Eure, avec une pluviométrie beaucoup plus faible que dans la plaine de Caen en raison du double effet d’abri provoqué par les collines du Bocage normand et par celles qui s’étendent sur un axe du Pays d'Auge au Perche.
Pour la période 1971-2000, la température annuelle moyenne est de 10,5 °C, avec  une amplitude thermique annuelle de 14,3 °C. Le cumul annuel moyen de précipitations est de 627 mm, avec 10,7 jours de précipitations en janvier et 8 jours en juillet. Pour la période 1991-2020, la température moyenne annuelle observée sur la station météorologique la plus proche, située sur la commune de Laons à 8 km à vol d'oiseau, est de 11,1 °C et le cumul annuel moyen de précipitations est de 561,4 mm,. Pour l'avenir, les paramètres climatiques de la commune estimés pour 2050 selon différents scénarios d’émission de gaz à effet de serre sont consultables sur un site dédié publié par Météo-France en novembre 2022.

## Urbanisme

### Typologie
Au 1er janvier 2024, Nonancourt est catégorisée petite ville, selon la nouvelle grille communale de densité à 7 niveaux définie par l'Insee en 2022.
Elle appartient à l'unité urbaine de Saint-Lubin-des-Joncherets-Nonancourt, une agglomération inter-régionale dont elle est ville-centre,. Par ailleurs la commune fait partie de l'aire d'attraction de Nonancourt - Saint-Lubin-des-Joncherets, dont elle est une commune du pôle principal,. Cette aire, qui regroupe 2 communes, est catégorisée dans les aires de moins de 50 000 habitants,.

### Occupation des sols
L'occupation des sols de la commune, telle qu'elle ressort de la base de données européenne d’occupation biophysique des sols Corine Land Cover (CLC), est marquée par l'importance des territoires agricoles (53,5 % en 2018), en diminution par rapport à 1990 (54,5 %). La répartition détaillée en 2018 est la suivante : 
terres arables (43,1 %), forêts (27,6 %), zones urbanisées (18,8 %), prairies (10,3 %), zones agricoles hétérogènes (0,1 %), eaux continentales (0,1 %). L'évolution de l’occupation des sols de la commune et de ses infrastructures peut être observée sur les différentes représentations cartographiques du territoire : la carte de Cassini (XVIIIe siècle), la carte d'état-major (1820-1866) et les cartes ou photos aériennes de l'IGN pour la période actuelle (1950 à aujourd'hui).

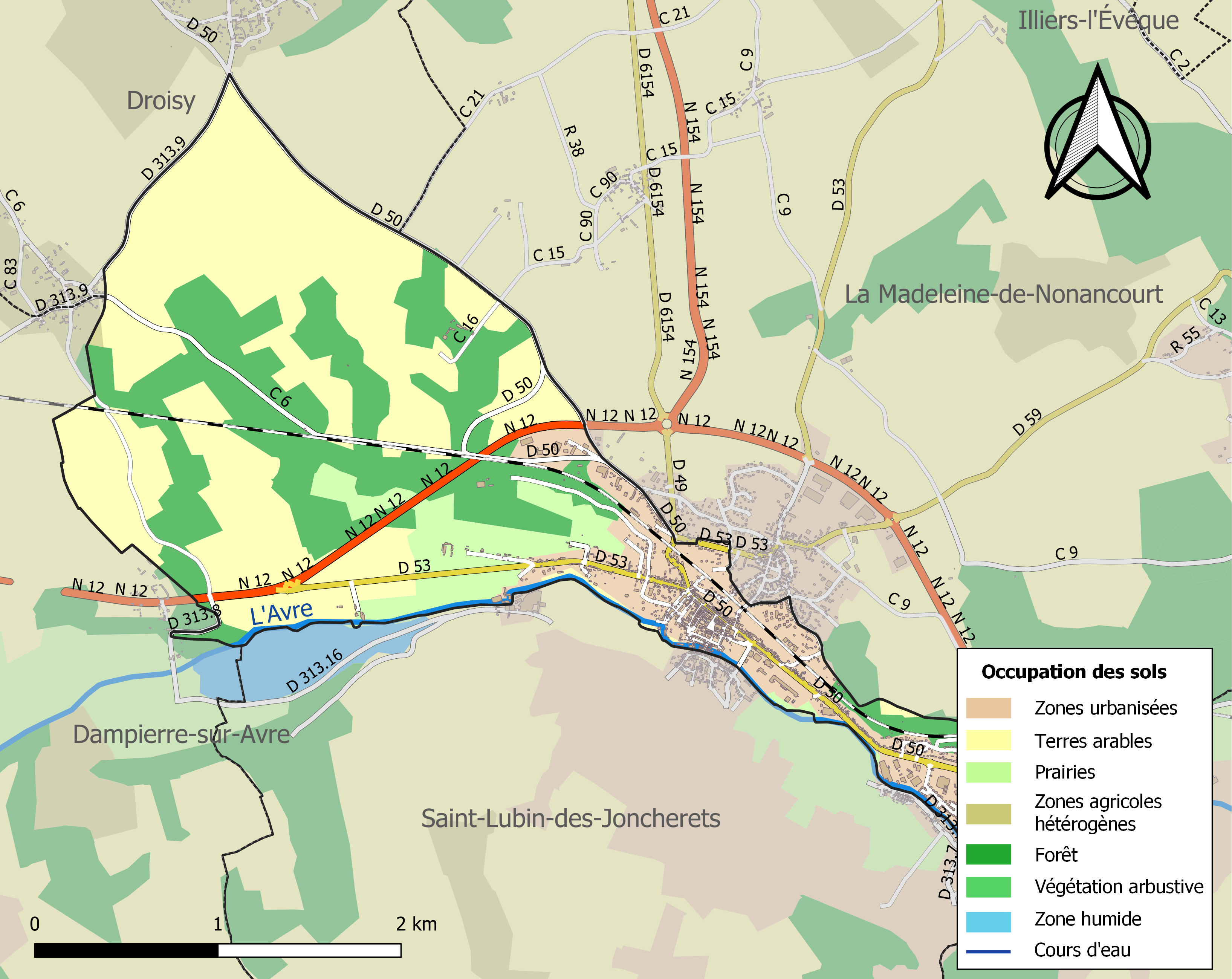
Carte des infrastructures et de l'occupation des sols de la commune en 2018 (CLC).

### Habitat et logement
En 2018, le nombre total de logements dans la commune était de 1 255, alors qu'il était de 1 214 en 2013 et de 1 097 en 2008.
Parmi ces logements, 83,3 % étaient des résidences principales, 2,4 % des résidences secondaires et 14,2 % des logements vacants. Ces logements étaient pour 56,7 % d'entre eux des maisons individuelles et pour 42,1 % des appartements.
Le tableau ci-dessous présente la typologie des logements à Nonancourt en 2018 en comparaison avec celle de l'Eure et de la France entière. Une caractéristique marquante du parc de logements est ainsi une proportion de résidences secondaires et logements occasionnels (2,4 %) inférieure à celle du département (6,3 %) mais supérieure à celle de la France entière (9,7 %). Concernant le statut d'occupation de ces logements, 45,2 % des habitants de la commune sont propriétaires de leur logement (43,6 % en 2013), contre 65,3 % pour l'Eure et 57,5 pour la France entière.
| Typologie                                               | Nojeon-en-Vexin | Eure | France entière |
| ------------------------------------------------------- | --------------- | ---- | -------------- |
| Résidences principales (en %)                           | 83,3            | 85,4 | 82,1           |
| Résidences secondaires et logements occasionnels (en %) | 2,4             | 6,3  | 9,7            |
| Logements vacants (en %)                                | 14,2            | 8,3  | 8,2            |

### Voies de communication et transports

#### Voies de communication
La desserte routière est assurée depuis l'origine par la route nationale 12 de Paris à Brest, transformée en D 50 de la RN 12 jusqu'à la RD 53, prolongée par la RD 53 de la RD 50 jusqu'à la N 12, lors de la mise en service de la déviation en 1975.
Les accès à la ville de Nonancourt sont assurés par une série de voies routières :
- la RN 12 dont cinq échangeurs donnent accès à la ville. Arrivant de Paris, la N12 contourne la commune par le nord en direction de Dampierre-sur-Avre vers Brest via Alençon, Rennes et Saint-Brieuc.
- la route départementale 6154 (ancienne 154). Arrivant de Évreux, elle traverse La Madeleine-de-Nonancourt et se termine dans la D 50 rue de la Gare.
- la RD 50. Arrivant de Damville, elle traverse Droisy, et entre dans Nonancourt en prenant le nom de rue de Damville. Elle traverse le centre-ville sous le nom de Rue Grande, continue vers l'ouest sous le nom de la rue Victor-Hugo, rue de la Cité Neuve en longeant la rivière de l'Avre et se termine dans la N 12 à Saint-Rémy-sur-Avre.
- la RD 53. Arrivant de Saint-André-de-l'Eure, elle traverse La Madeleine-de-Nonancourt et entre dans Nonancourt en suivant la D 50 le long de la rue de la Gare jusqu'au rond-point de l'hôtel de Bretagne, où elle prend le nom de rue Hyppolite-Lozier et se termine dans la N 12 à l'ouest de Nonancourt.
- la RD 11.1. Arrivant de Dampierre-sur-Blévy, elle traverse Saint-Lubin-des-Joncherets donnant l'accès au sud de Nonancourt.

La ligne Paris-Granville passe dans la commune.

#### Transports
La gare de Nonancourt (48° 46′ 33″ nord, 1° 11′ 35″ est), sur la ligne Paris-Granville, est desservie par des trains TER Normandie) . Le trafic quotidien de cette gare s'élevait en janvier 2011 à environ 50 personnes par jour. Cette ligne voyageurs offre de nombreuses liaisons dans quatre régions :
- Normandie (gare d'Argentan, gare de Granville, gare de Tillières et gare de Verneuil-sur-Avre) ;
- Centre-Val de Loire (gare de Dreux) ;
- Île-de-France (gare de Paris-Vaugirard et Versailles-Chantiers).

Cette gare pourrait être renforcée avec la réouverture programmée au trafic de la ligne de Grande Ceinture entre Nonancourt et Saint-Germain-en-Laye.
Quatre lignes de cars desservent la commune de Nonancourt en six arrêts :
- ligne 6 : Gare de Dreux -  Vert-en-Drouais - Saint-Germain-sur-Avre - Saint-Rémy-sur-Avre - Nonancourt - Saint-Lubin-des-Joncherets - Tillières - Verneuil (Salle des Fêtes)[18] ;
- ligne 6A : Dreux (Salle des Sports) - Vert-en-Drouais - Saint-Germain-sur-Avre - Saint-Rémy-sur-Avre - Nonancourt - Saint-Lubin-des-Joncherets - Dampierre-sur-Avre[19] ;
- ligne 340 : Gare de Dreux - Saint-Germain-sur-Avre - Saint-Rémy-sur-Avre - Nonancourt - Marcilly-La-Campagne - Thomer-la-Sôgne - Guichainville - Gare d'Évreux-Normandie[20] ;
- ligne 340M : Mesnil-sur-l'Estrée - Saint-Germain-sur-Avre - Saint-Rémy-sur-Avre - Nonancourt - Marcilly-La-Campagne - Thomer-la-Sôgne - Guichainville - Gare d'Évreux-Normandie[20].

| N° | Arrêt                             | Localisation            | Géolocalisation                  | Correspondances |  |
| -- | --------------------------------- | ----------------------- | -------------------------------- | --------------- |  |
| 1  | Longchamp (6) - Victor Hugo (340) | 62 rue de Nonancourt    | 48° 45′ 47″ nord, 1° 13′ 40″ est | 6, 340          |  |
| 2  | L'Espérance                       | 3 Quai à de l'Espérance | 48° 46′ 11″ nord, 1° 12′ 07″ est | 6, 6A, 340      |  |
| 3  | Victor Hugo (6)                   | 4 rue Grande            | 48° 46′ 11″ nord, 1° 12′ 07″ est | 6               |  |
| 4  | Monument (6A)                     |                         |                                  | 6A              |  |
| 5  | Hôtel-de-Bretagne                 | 8 rue Hyppolite-Lozier  | 48° 46′ 22″ nord, 1° 11′ 43″ est | 6, 6A           |  |
| 6  | rue de la Gare                    | 1 rue de l'Abreuvoir    | 48° 46′ 23″ nord, 1° 11′ 45″ est | 340             |  |

## Toponymie
Le nom de la localité est attesté sous les formes Nonnencuria vers 1102 (cartulaire de Saint-Père-en-Vallée),; Nonencors en 1119 (Orderic Vital),
Nonancort en 1195 (La Roque); Nonanticurtis (sans date, Guillaume de Jumièges); apud Nonancurt en 1189; Nonencort en 1193 ou en 1196 (Géraud, Notes de la chron. de Guill. de Nangis), Nonancuria en 1204 (charte de Philippe Auguste); Nonencuria en 1230; Nonacuria en 1237 (charte de Robert de Courtenay); Nonancurtis en 1239 (cartulaire de l’Estrée); Nonnancort en 1290 (cartulaire de Saint-Taurin), Nonnancourt en 1340 (chron. des abbés de Saint-Ouen); Nonencourt en 1406 (archives nationales), Nonnancourt en 1450 (lett. de Charles VII, cartulaire de Nonancourt); Novencourt en 1588 (Bourgueville).
Il s'agit d'une formation toponymique médiévale précoce en -court au sens ancien de « cour de ferme, ferme » cf. français cour, courtois. Il est précédé d'un élément Nonan- qui peut-être un nom de personne au cas régime ou un autre mot,.
Orderic Vital employa le terme municipium pour désigner Nonancourt, il signifiait très précisément une agglomération située dans l'enceinte ou aux abords d'une fortification,.

## Histoire
Henri Ier d'Angleterre fait construire le château de Nonancourt pour mettre un terme aux incursions des puissants et belliqueux seigneurs du Thymerais, notamment Gervais Ier et Hugues II de Châteauneuf acquis à la cause du roi de France.
En 1169, Henri II Plantagenêt fortifie la frontière sud de la Normandie, l'une des plus menacées : sur les bords de l'Avre, il bâtit des forts à Verneuil, Courteilles, Tillières, Nonancourt. En 1189 Philippe-Auguste et Richard Cœur de Lion y signent une trêve qu'ils ne respecteront pas. En 1196 Philippe-Auguste fait le siège de la ville.
Philippe d'Artois, né en 1269, en est seigneur. En 1290, l'abbaye de Taurin donne le droit de foire à la ville.
En décembre 1377, les clés sont remises au maire de la ville, et en 1378 Charles le Mauvais se voit dépouillé de Nonancourt par Charles V.
En 1833, Thomas et Frédéric Waddington achetèrent un terrain à 3 km de leur filature de Saint-Rémy-sur-Avre, dans un lieu où avait fonctionné autrefois un moulin à foulon ; l'usine de tissage de Mocdieu, qu'ils construisirent en 1834, produisait des cretonnes, doublures, longottes et tissus pour la Marine.

## Politique et administration

### Rattachements administratifs et électoraux

#### Rattachements administratifs
La commune se trouve dans l'arrondissement d'Évreux du département de l'Eure.
Elle était depuis 1793 le chef-lieu du canton de Nonancourt. Dans le cadre du redécoupage cantonal de 2014 en France, cette circonscription administrative territoriale a disparu, et le canton n'est plus qu'une circonscription électorale.

#### Rattachements électoraux
Pour les élections départementales, la commune fait partie depuis 2014 du canton de Verneuil-sur-Avre
Pour l'élection des députés, elle fait partie de la première circonscription de l'Eure.

### Intercommunalité
Nonancourt était membre de la communauté de communes du Val d'Avre, un établissement public de coopération intercommunale (EPCI) à fiscalité propre créé en 2001 et auquel la commune avait transféré un certain nombre de ses compétences, dans les conditions déterminées par le code général des collectivités territoriales.
Afin de réunir les communes du bassin de vie drouais dans une structure de coopération intercommunale unique, cette intercommunalité a fusionné avec sa voisine pour former, le 1er janvier 2014, la communauté d'agglomération du Pays de Dreux dont est désormais membre la commune.

### Tendances politiques et résultats
Lors des élections municipales de 2014 dans l'Eure, la liste DVD du maire sortant Eric Aubry est la seule candidate et obtient la totalité des 524 suffrages exprimés. Elle est élue en totalité (19 conseillers municipaux dont 1 communautaire).
Lors de ce scrutin, 56,11 % des électeurs se sont abstenus, et 14,24 % d'entre eux ont voté blanc ou nul.
Lors des élections municipales de 2014 dans l'Eure, la liste DVD du maire sortant Eric Aubry est à nouveau  la seule candidate et obtient la totalité des 265 suffrages exprimés.
Lors de ce scrutin marqué par la pandémie de Covid-19 en France, 76,83 % des électeurs se sont abstenus et 11,07 d'entre eux ont voté blanc ou nul
Après la démission d'Éric Aubry, de nouvelles élections municipales sont organisées, qui voient, lors du premier tour du 20 février 2022, la victoire de la liste menée par Jean-Loup Justeau, qui a obtenu 15 sièges de conseillers municipaux, devançant celle menée par Jean-Paul Langouët qui a obtenu 4 sièges.

Lors de ce scrutin, 56,55 % des électeurs se sont abstenus.

### Liste des maires
| Période                                  | Période                   | Identité          | Étiquette | Qualité |
| ---------------------------------------- | ------------------------- | ----------------- | --------- | --- |
| Les données manquantes sont à compléter. |                           |                   |           | |
| 1950                                     | 1965                      | Raoul Dauphin     | Rad.      | Médecin Conseiller général de Nonancourt (1950 → 1961)                                                        |
| Les données manquantes sont à compléter. |                           |                   |           | |
| 2002                                     | 2006                      | Jacques Bion      | SE        | Médecin Décédé en fonction                                                                                    |
| 2006                                     | 2022                      | Éric Aubry        | DVD       | Cadre bancaire retraité, ancien adjoint Vice-président de la CA du Pays de Dreux (2014 → 2021) Démissionnaire |
| 26 février 2022                          | En cours (au 5 mars 2022) | Jean-Loup Justeau |           | Ancien officier de gendarmerie                                                                                |

## Démographie
L'évolution du nombre d'habitants est connue à travers les recensements de la population effectués dans la commune depuis 1793. Pour les communes de moins de 10 000 habitants, une enquête de recensement portant sur toute la population est réalisée tous les cinq ans, les populations de référence des années intermédiaires étant quant à elles estimées par interpolation ou extrapolation. Pour la commune, le premier recensement exhaustif entrant dans le cadre du nouveau dispositif a été réalisé en 2005.

En 2022, la commune comptait 2 300 habitants, en évolution de +0,7 % par rapport à 2016 (Eure : −0,25 %, France hors Mayotte : +2,11 %).
| 1793  | 1800  | 1806  | 1821  | 1831  | 1836  | 1841  | 1846  | 1851  |
| ----- | ----- | ----- | ----- | ----- | ----- | ----- | ----- | ----- |
| 1 128 | 1 204 | 1 243 | 1 359 | 1 345 | 1 410 | 1 529 | 1 629 | 1 641 |

| 1856  | 1861  | 1866  | 1872  | 1876  | 1881  | 1886  | 1891  | 1896  |
| ----- | ----- | ----- | ----- | ----- | ----- | ----- | ----- | ----- |
| 1 590 | 1 404 | 1 750 | 1 817 | 1 983 | 2 075 | 2 072 | 2 058 | 2 073 |

| 1901  | 1906  | 1911  | 1921  | 1926  | 1931  | 1936  | 1946  | 1954  |
| ----- | ----- | ----- | ----- | ----- | ----- | ----- | ----- | ----- |
| 2 054 | 2 046 | 1 826 | 1 694 | 1 748 | 1 733 | 1 673 | 1 685 | 1 736 |

| 1962  | 1968  | 1975  | 1982  | 1990  | 1999  | 2005  | 2006  | 2010  |
| ----- | ----- | ----- | ----- | ----- | ----- | ----- | ----- | ----- |
| 1 794 | 1 688 | 1 862 | 1 752 | 2 184 | 2 320 | 2 174 | 2 154 | 2 247 |

| 2015  | 2020  | 2022  | - | - | - | - | - | - |
| ----- | ----- | ----- | - | - | - | - | - | - |
| 2 283 | 2 260 | 2 300 | - | - | - | - | - | - |

## Culture locale et patrimoine

### Lieux et monuments
Nonancourt compte deux édifices inscrits et classés au titre des monuments historiques :
- l'église Saint-Martin (XIIe et XVIe siècles),  Classé MH (1975)[41] ;
- un immeuble du XVe siècle situé au 2, place Aristide-Briand,  Inscrit MH (1975)[42].

Autres édifices :
- les restes des remparts du XIIe siècle ;
- des maisons à colombage ;
- la gare de Nonancourt.

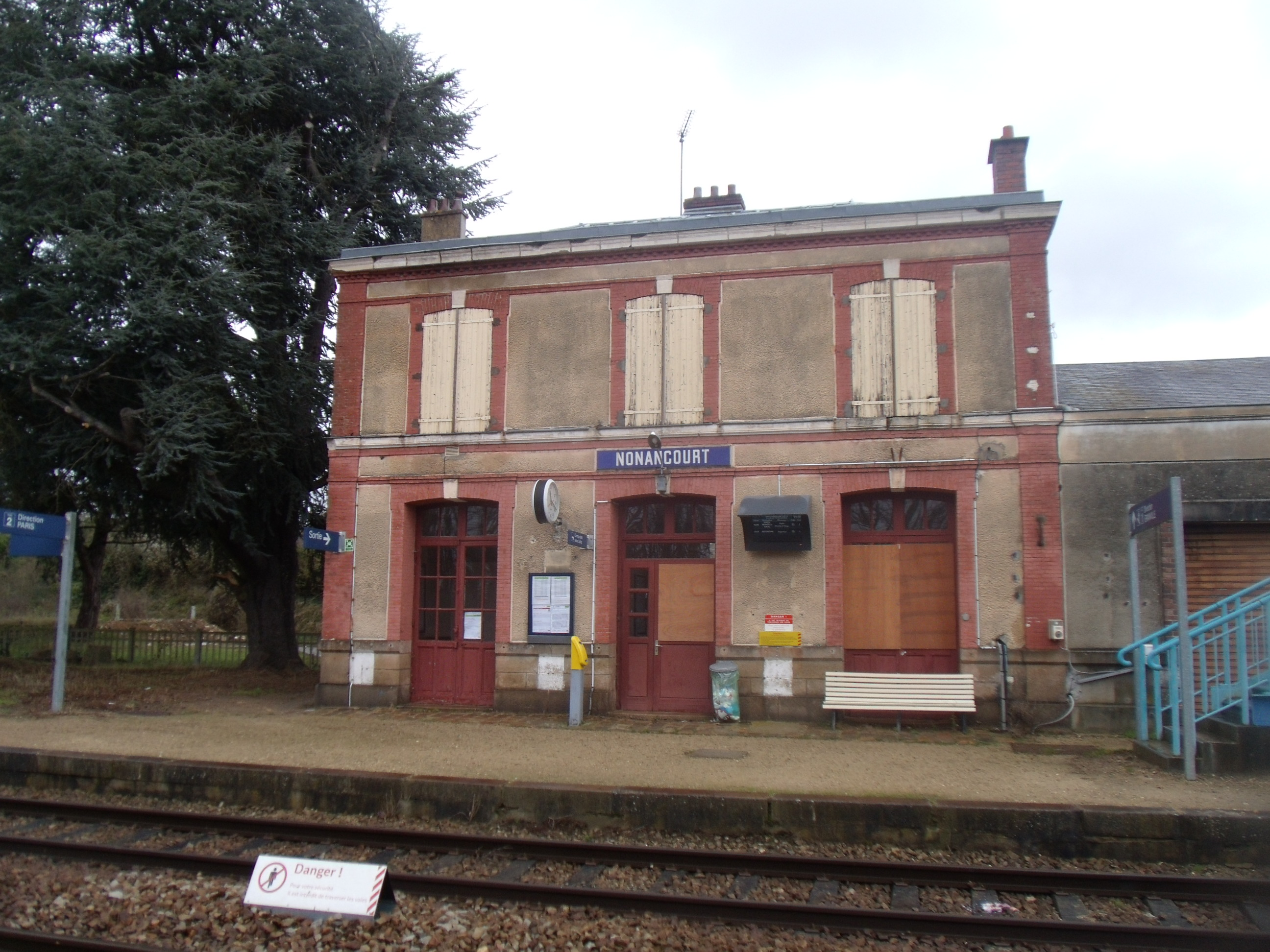
La gare
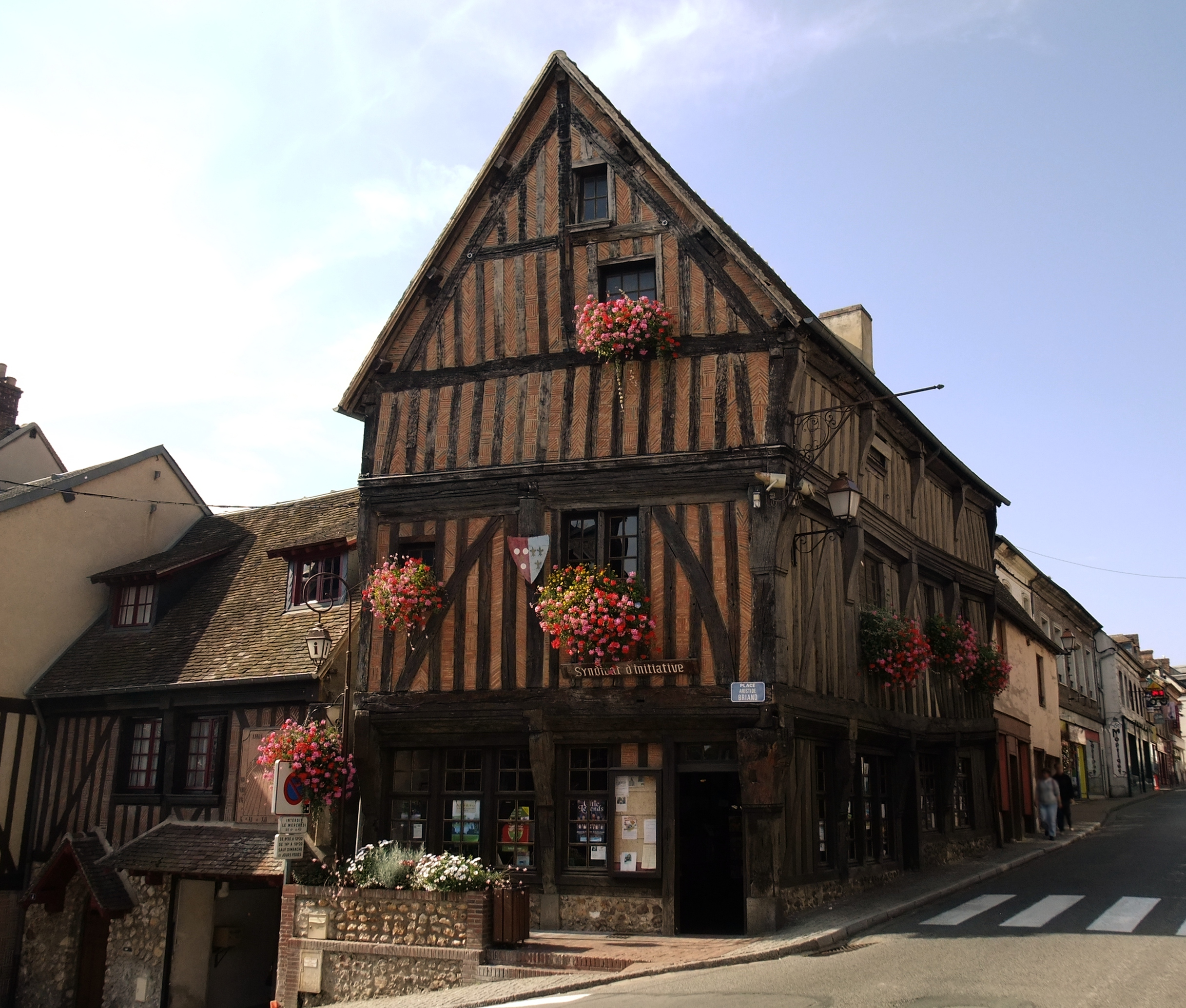
Maison - 2 place Aristide-Briand.

### Personnalités liées à la commune
- En 1715, le « Chevalier de Saint-Georges », Jacques François Stuart, prétendant aux couronnes d'Angleterre, d'Irlande et d'Écosse, faillit y tomber dans une embuscade. Il fut sauvé grâce à la présence d'esprit de Suzanne Delacour, épouse du maître de poste Pierre de L'Hospital[43].
- Jacques Gabriel Jan de Hauteterre (1746-1808), né à Nonancourt, député de l'Eure au Conseil des Anciens pendant le Directoire puis au Corps législatif pendant le Consulat et l'Empire.
- Louis-François Beffara (1751-1838) : écrivain français, né à Nonancourt.
- Pierre-Marie-Théodore Choumara (1787-1870), officier du Génie inventeur du « fourneau à la Choumara ».
- Léo Ferré (1916-1993), chanteur et poète y a acquis avec sa seconde épouse Madeleine une résidence secondaire à partir du milieu des années 1950 où il accueillit, entre autres, André Breton, fondateur du groupe surréaliste[44].
- André Raffray (1925-2010), artiste graphique.
- Christophe Dauphin (1968-) poète.

### Héraldique
| Blason de Nonancourt | Blason  | Parti, au premier d'or à une étoile de sable accompagnée de trois besants de gueules, au second d'azur à trois fleurs de lys d'or. |
| Blason de Nonancourt | Détails | Le statut officiel du blason reste à déterminer.                                                                                   |